# Trilha sonora de Sailor Moon
Inúmeras pessoas escreveram e compuseram para Sailor Moon, até mesmo Naoko Takeuchi,  a criadora da série. Takanori Arisawa, que ganhou o "Golden Disk Grand Prize" da Columbia Records por seu trabalho na trilha sonora da primeira temporada em 1993, compôs e arranjou as partituras de fundo da série, incluindo os spinoffs, jogos e filmes. Em 1998, 2000 e 2001, ele ganhou o JASRAC International Award, por ter a maioria dos direitos autorais internacionais, devido, principalmente, a grande popularidade da música de Sailor Moon em outras nações.
Michiru Oshima foi a responsável pela trilha sonora do Live-Action.
Atualmente, Yasuharu Takanashi assinas as músicas de fundo de Sailor Moon Crystal.

## Trilha sonora

### Bishojo Senshi Sailor Moon Ongaku Shuu
Bishōjo Senshi Sailor Moon Ongaku Shuu (美少女戦士セーラームーン音楽集, lit. Pretty Guardian Sailor Moon Music Collection) foi lançado em 1 de maio de 1992 como um CD e relançado em 17 de março de 2010 como um HQCD.
| N.º | Título                                                                                             | Duração |  |
| 1.  | "Moonlight Densetsu" (ムーンライト伝説, Moonlight Legend)                                          | 2:32    |  |
| 2.  | "Atashi Datte Futsuu no Onnanoko" (あたしだって普通の女の子, I'm Just An Ordinary Girl)            | 6:25    |  |
| 3.  | "Hontouni Erabareta Senshi Nano?" (本当に選ばれた戦士なの?, They Really Chose Me to be a Soldier?) | 6:39    |  |
| 4.  | "Hoshizora ha Mysterious" (星空はミステリアス, The Mysterious Starlit Sky)                         | 6:04    |  |
| 5.  | "Occhokochoi ha Umaretsuki" (おっちょこちょいは生まれつき, Scatterbrained By Nature)               | 6:46    |  |
| 6.  | "Koisuru Otomegokoro" (恋する乙女心, Falling in Love: A Girl's Feelings)                           | 6:49    |  |
| 7.  | "Darekaga Nerawareteiru" (誰かが狙われている, Stalking Someone)                                    | 7:15    |  |
| 8.  | "Yumemiru Odango Atama" (夢見るおだんごアタマ, Dreamy Dumpling-head)                               | 7:22    |  |
| 9.  | "Yuugure Tokiha Youma no Yokan" (夕暮れ時は妖魔の予感, Evening Sense of Ghosts)                    | 6:59    |  |
| 10. | "Moon Prism Power Make Up!" (ムーン・プリズム・パワー・メイクアップ!)                              | 7:35    |  |
| 11. | "HEART MOVING"                                                                                     | 3:36    |  |

### Bishōjo Senshi Sailor Moon -Ai wa Dokoni Aruno?-
Bishōjo Senshi Sailor Moon -Ai wa Dokoni Aruno?- (美少女戦士セーラームーン ~愛はどこにあるの? ~, lit. Pretty Guardian Sailor Moon -Where is the Love?-) foi lançado em 1992 como um CD e relançado em 2010 como um HQCD.
| N.º | Título | Duração |  |
| 1.  | "Moonlight Densetsu" (ムーンライト伝説)                                                                                      | 2:53    |  |
| 2.  | "Go Kotoba wa Moon Prism Power Make Up!" (合コトバはムーン・プリズム・パワー・メイクアップ！)                                | 5:51    |  |
| 3.  | "Princess Moon" (プリンセス・ムーン)                                                                                         | 6:02    |  |
| 4.  | "Hottoke nai yo" (ほっとけないよ, Don't Leave me Alone)                                                                      | 6:08    |  |
| 5.  | "Ai no Enaji o Ubae" (愛のエナジーを奪え, Steal the Energy of Love)                                                          | 5:36    |  |
| 6.  | "Tuxedo Night" (タキシード・ナイト)                                                                                          | 5:41    |  |
| 7.  | "Luna!" (ルナ！, Runa!) | 5:35    |  |
| 8.  | "Tsuki Ni kawatte oshioki yo" (月にかわっておしおきよ, I'll Punish You on behalf of the Moon)                                | 5:30    |  |
| 9.  | "Maboroshi no ginsuishō ~ Silver Crystal" (幻の銀水晶～シルバー・クリスタル, Phantom of the Silver Crystal ~ Silver Crystal) | 5:49    |  |
| 10. | "HEART MOVING" | 3:36    |  |

### Bishojo Senshi Sailor Moon -in Another Dream-
Bishojo Senshi Sailor Moon -in Another Dream- (美少女戦士セーラームーン -In Another Dream-, lit. Pretty Guardian Sailor Moon -in Another Dream-) foi lançado em 2010 como um HQCD.
| N.º | Título | Duração |  |
| 1.  | "Moonlight Densetsu" (ムーンライト伝説)                                                                     | 2:52    |  |
| 2.  | "ＭONOLOGUE①～Usagi" (ＭＯＮＯＬＯＧＵＥ①～うさぎ)                                                          | 1:30    |  |
| 3.  | "Yumemiru dake ja dame" (夢見るだけじゃダメ , Why not just Dream)                                           | 5:09    |  |
| 4.  | "ＭONOLOGUE②～Ami" (ＭＯＮＯＬＯＧＵＥ②～亜美)                                                              | 1:39    |  |
| 5.  | "Someday...Somebody..."                                                                                     | 4:59    |  |
| 6.  | "ＭONOLOGUE③～Rei～" (ＭＯＮＯＬＯＧＵＥ③～レイ～)                                                          | 1:59    |  |
| 7.  | "Eternal Melody" (永遠のメロディ)                                                                           | 4:12    |  |
| 8.  | "ＭONOLOGUE④～Makoto" (ＭＯＮＯＬＯＧＵＥ④～まこと)                                                         | 2:08    |  |
| 9.  | "Anata no sei janai" (あなたのせいじゃない , Not Your Fault)                                                | 4:28    |  |
| 10. | "ＭONOLOGUE⑤～Minako" (ＭＯＮＯＬＯＧＵＥ⑤～美奈子)                                                         | 1:35    |  |
| 11. | "Anata no yume o mita wa" (あなたの夢をみたわ, I Had a Dream of You)                                        | 4:31    |  |
| 12. | "ＭONOLOGUE⑥～Mamoru" (ＭＯＮＯＬＯＧＵＥ⑥～衛)                                                             | 0:51    |  |
| 13. | "Toki o Koete..." (時を越えて… , Beyond Time...)                                                            | 4:51    |  |
| 14. | "SHORT DRAMA: Princess Serenity & Endymion" (ＳＨＯＲＴ ＤＲＡＭＡ～プリンセス・セレニティ＆エンディミオン) | 2:14    |  |
| 15. | "YOU'RE JUST MY LOVE"                                                                                       | 4:14    |  |
| 16. | "Princess Moon" (プリンセス・ムーン)                                                                        | 4:01    |  |

### Bishojo Senshi Sailor Moon R Ongaku Shuu
Bishojo Senshi Sailor Moon R Ongaku Shuu (美少女戦士セーラームーンR音楽集, lit.Pretty Guardian Sailor Moon R Music Collection) foi lançado em 1 de abril de 1993 e relançado em 2010 como um HQCD.
| N.º | Título                                                                                           | Duração |  |
| 1.  | "Otome no Policy" (乙女のポリシー)                                                               | 3:13    |  |
| 2.  | "Yuujou, Soshite Ai" (友情，そして愛 ; Friendship, and Love)                                     | 6:15    |  |
| 3.  | "Makaiju" (魔界樹, Hell Tree)                                                                    | 5:44    |  |
| 4.  | "Watashi ga Tatakau" (私が戦う, I Fight)                                                         | 6:00    |  |
| 5.  | "Kiyoku, Akaruku, △×□§" (清く，明るく，△×□§…; Clean, Bright, △×□§…)                              | 6:43    |  |
| 6.  | "Atatanaru Teki" (新たなる敵, A New Enemy)                                                       | 4:53    |  |
| 7.  | "Tsuiseki ha Bouken no Hajimari" (追跡は冒険のはじまり, Tracking the Beginning of the Adventure) | 4:54    |  |
| 8.  | "Tsuki ha Miteiru" (月は見ている, The Moon is Watching)                                          | 5:03    |  |
| 9.  | "Kanashimi wo Yuuki ni Kaete" (悲しみを勇気に変えて, Courage to End the Sorrow)                  | 5:27    |  |
| 10. | "Suki to Itte" (好きと言って)                                                                    | 4:37    |  |

### Bishoujo Senshi Sailor Moon R - Mirai he Mukatte
Bishojo Senshi Sailor Moon R -Mirai e Mukatte- (美少女戦士セーラームーンR -未来へ向かって-, lit. Pretty Guardian Sailor Moon R -Towards The Future-) foi lançado em 2010 como um HQCD.
| N.º | Título                                                                       | Duração |  |
| 1.  | "Suki to itte" (好きと言って)                                                | 4:37    |  |
| 2.  | "I am Sailor Moon" (Ｉ ａｍ セーラームーン)                                  | 5:28    |  |
| 3.  | "Onaji namida o wakeatte" (同じ涙を分け合って, Shared the same Tears)        | 5:10    |  |
| 4.  | "Hijiri en ai ~Fire Soul Love~" (聖・炎・愛～Ｆｉｒｅ Ｓｏｕｌ Ｌｏｖｅ～)   | 3:59    |  |
| 5.  | "Otome no Policy" (乙女のポリシー)                                           | 3:13    |  |
| 6.  | "Dakishime Teitai" (抱きしめていたい , I Want to Embrace)                    | 4:42    |  |
| 7.  | "STARLIGHT ni kissushite" (ＳＴＡＲ ＬＩＧＨＴにキスして , Starlight a kiss) | 4:27    |  |
| 8.  | "Root Venus" (ルート・ヴィーナス)                                            | 4:30    |  |
| 9.  | "Ai no Senshi" (愛の戦士, Soldier of Love)                                   | 3:36    |  |
| 10. | "Moonlight Densetsu" (ムーンライト伝説)                                      | 2:52    |  |

### Bishojo Senshi Sailor Moon R - Gekijou Ban Music Collection -Ongaku Shu-
Bishojo Senshi Sailor Moon R Gekijou Ban Music Collection -Ongaku Shu- (美少女戦士セーラームーンR-劇場版 MUSIC COLLECTION-音楽集-, lit. Pretty Guardian Sailor Moon - Movie Music Collection -Music Collection-) foi lançado em 2010 como um HQCD.
| N.º | Título | Duração |  |
| 1.  | "Prologue" (プロローグ) | 1:32    |  |
| 2.  | "Moon Revenge" | 4:00    |  |
| 3.  | "Akai Kami no shonen" (紅い髪の少年, Red-haired boy)                                                                                     | 2:20    |  |
| 4.  | "Shokobutsu en no Happening! ~ Shinryaku no yochō" (植物園のハプニング！～侵略の予兆 , Happening Botanical Garden! ~ Signs of Agression) | 3:44    |  |
| 5.  | "Yōka ma gurishina" (妖花魔グリシナ, Magic Gurishima Yoka)                                                                               | 3:00    |  |
| 6.  | "Make Up!" (メイクアップ！) | 3:13    |  |
| 7.  | "Moeru Bishōjo Senshi" (燃える美少女戦士, Burn Pretty Gaurdian)                                                                          | 2:32    |  |
| 8.  | "Tuxedo Kamen tojo ~Mamoru to fiore~" (タキシード仮面登場～衛とフィオレ～, Tuxedo Mask Appears ~Mamoru and Fiore~)                       | 2:21    |  |
| 9.  | "Sailor Teleport!" (セーラー・テレポート！)                                                                                              | 1:55    |  |
| 10. | "Tsuisō no fiore" (追想のフィオレ, Reminiscence of Fiore)                                                                                | 3:32    |  |
| 11. | "Hana meikyū no shitō" (花迷宮の死闘, Struggle in the Flower Labyrinth)                                                                  | 2:14    |  |
| 12. | "Gekitotsu! Sailor Moon vs Fiore" (激突！セーラームーン ｖｓ フィオレ, Duel! Sailor Moon vs. Fiore)                                      | 4:43    |  |
| 13. | "Inochi Moyashite......" (生命燃やして……, Burning Life......)                                                                            | 3:09    |  |
| 14. | "Fukkatsu no Serenade <Moon Revenge>" (復活のセレナーデ＜Ｍｏｏｎ Ｒｅｖｅｎｇｅ＞, Serenade of Resurrection <Moon Revenge>)             | 1:32    |  |
| 15. | "I am Sailor Moon" (Ｉ ａｍ セーラームーン)                                                                                              | 4:57    |  |

### Bishojo Senshi Sailor Moon S Ongaku Shuu
Bishojo Senshi Sailor Moon S Ongaku Shuu (美少女戦士セーラームーンS音楽集, lit. Pretty Guardian Sailor Moon S Music Collection) foi lançado em 1 de junho de 1994 e relançado em 17 de março de 2010 como um HQCD.
| N.º | Título | Duração |  |
| 1.  | "Seihai, Kyuuseishu ... Shinpi naru Sekai" (聖杯、救世主…神秘なる世界; Holy Grail, Messiah...The Mystic World) | 1:58    |  |
| 2.  | "Subtitle" (サブタイトル)                                                                                      | 0:10    |  |
| 3.  | "Asa no Namikidou" (朝の並木道, Tree-lined Street Morning)                                                     | 4:08    |  |
| 4.  | "Death Busters no Yabou" (デスバスターズの野望, Death Busters Ambitions)                                       | 3:15    |  |
| 5.  | "Tenō Haruka to Kaiō Michiru" (天王はるかと海王みちる, Tenou Haruka and Kaiou Michiru)                         | 2:25    |  |
| 6.  | "Koisuru Otome ha Tomaranai!" (恋する乙女はとまらない！, Girls in Love Won't Stop!)                            | 5:00    |  |
| 7.  | "Daimon Shutsugen" (ダイモーン出現, Daimon Appearance)                                                         | 4:38    |  |
| 8.  | "Eye Catch" (アイキャッチ)                                                                                     | 0:12    |  |
| 9.  | "Ubawareta Junsuina kokoro no kesshō" (奪われた純粋な心の結晶 , Crystal of a Pure Heart was Stolen)            | 3:09    |  |
| 10. | "Senshi no Shukumei..." (戦士の宿命…, Soldier's Fate...)                                                       | 4:39    |  |
| 11. | "Henshin! Sailor Senshi" (変身！セーラー戦士, Transform! Sailor Soldier)                                       | 4:28    |  |
| 12. | "Uranus, Soshite, Neptune" (ウラヌス、そして、ネプチューン, Uranus and Neptune)                                | 5:38    |  |
| 13. | "The Pretty Soldiers' Big War!"                                                                                | 4:20    |  |
| 14. | "Ai no Kiseki" (愛の奇跡, Miracle of Love)                                                                     | 2:04    |  |
| 15. | "Raishuu mo mite ne!" (来週も見てネ！, See you next week!)                                                     | 0:31    |  |

### Bishojo Senshi Sailor Moon SuperS Ongaku Shuu
Bishojo Senshi Sailor Moon SuperS Ongaku Shuu (美少女戦士セーラームーンSuperS音楽集, lit. Pretty Guardian Sailor Moon SuperS Music Collection) foi lançado em 21 de setembro de 1995 e relançado em 17 de março de 2010 como um HQCD.
| N.º | Título | Duração |  |
| 1.  | "Moonlight Densetsu" (ムーンライト伝説)                                                                         | 2:32    |  |
| 2.  | "Subtitle" (サブタイトル)                                                                                       | 0:08    |  |
| 3.  | "Yume de Mita Hyoushou no Mori" (夢で見た水晶の森, Dreaming of Crystal Forest)                                  | 4:37    |  |
| 4.  | "Sailor Senshi no Yuuga na Houkago" (大人達の憂鬱, Graceful Sailor Soldiers after School)                       | 5:36    |  |
| 5.  | "Otona-tachi no Yuutsu" (大人達の憂鬱, The Melancholy of Adults)                                                | 4:10    |  |
| 6.  | "Kaijin-tachi no Circus dan" (怪人達のサーカス団, Circus Troupe of Mysterious People)                           | 5:12    |  |
| 7.  | "Amazon BAR" (アマゾンＢＡＲ)                                                                                   | 3:29    |  |
| 8.  | "ChibiUsa no Romance" (ちびうさのロマンス, Chibiusa's Romance)                                                  | 3:03    |  |
| 9.  | "Eyecatch" (アイキャッチ)                                                                                       | 0:11    |  |
| 10. | "Amazon Trio no Wana" (アマゾントリオの罠, Traps of the Amazon Trio)                                            | 4:49    |  |
| 11. | "Utsukushii Yume no Kagami" (美しい夢の鏡, Beautiful Dream Mirror)                                              | 4:35    |  |
| 12. | "Sailor Senshi Aratanaru Hishou" (セーラー戦士新たなる飛翔, New Flight of the Sailor Soldiers)                  | 5:25    |  |
| 13. | "Double Henshin! Moon & Chibi-Moon" (ダブル変身！ ムーン＆ちびムーン, Double Transformation! Moon & Chibi-Moon) | 2:22    |  |
| 14. | "Moon Gorgeous Meditation!" (ムーンゴージャスメディテイション！)                                                | 3:15    |  |
| 15. | "Itsuka, Sonna "Watashi-tachi" ni Naritakute" (いつか，そんな“私たち”になりたい)                                | 3:45    |  |
| 16. | "Sore jaa, Mata Raishuu ne" (それじゃあ，また来週ネ; This is it, See you next week)                             | 0:30    |  |
| 17. | "'Rashiku' Ikimasho" (“らしく”いきましょ)                                                                       | 3:31    |  |

### Bishojo Senshi Sailor Moon Sailor Stars Music Collection
Bishojo Senshi Sailor Moon Sailor Stars Music Collection (美少女戦士セーラームーンセーラースターズMUSIC COLLECTION, lit. Pretty Guardian Sailor Moon Sailor Stars Music Collection) foi lançado em 20 de julho de 1996 e relançado em 17 de março de 2010 como um HQCD.
| N.º | Título                                                                                | Duração |  |
| 1.  | "Eternal Sailor Moon" (エターナルセーラームーン)                                      | 1:51    |  |
| 2.  | "Sailor Star Song" (セーラースターソング)                                             | 3:51    |  |
| 3.  | "Subtitle" (サブタイトル)                                                             | 2:08    |  |
| 4.  | "5-nin wa koukousei" (５人は高校生, 5 Senior High School Students)                    | 3:18    |  |
| 5.  | "Nehellenia Fukkatsu" (ネヘレニア復活, Nehellenia's Resurrection)                     | 4:20    |  |
| 6.  | "Hotaru no Kanegoto" (ほたるの予言, Hotaru's Prediction)                              | 1:40    |  |
| 7.  | "Eyecatch" (アイキャッチ)                                                             | 0:11    |  |
| 8.  | "Mirror Pare Dolly" (ミラーパレドリー)                                                | 4:56    |  |
| 9.  | "Toraware no Sailor Senshi" (とらわれのセーラー戦士, Captured Sailor Soldiers)        | 2:09    |  |
| 10. | "Princess no tameni......" (プリンセスのために……, For the Sake of the Princess......) | 6:42    |  |
| 11. | "Eternal no Ai" (エターナルの愛, Eternal Love)                                        | 3:19    |  |
| 12. | "Three Lights" (スリーライツ)                                                         | 3:51    |  |
| 13. | "Shadow Galactica" (シャドウギャラクティカ)                                           | 3:58    |  |
| 14. | "Moon Eternal Make Up!" (ムーンエターナルメイクアップ！)                              | 1:55    |  |
| 15. | "Sailor Starlights Shutsugen" (セーラースターライツ出現, Sailor Starlights Arrival)   | 1:05    |  |
| 16. | "Kaze mo Sora mo Kitto..." (風も空もきっと…, Surely the Sky the Wind)                 | 4:43    |  |
| 17. | "Tsukino Hikari wa Ai no Message" (月の光は愛のメッセージ, Moonlight Message of Love) | 0:27    |  |

### Bishojo Senshi Sailor Moon Sailor Stars Music Collection Vol.2
Bishojo Senshi Sailor Moon Sailor Stars Music Collection Vol.2 (美少女戦士セーラームーンセーラースターズMUSIC COLLECTION Vol.2, lit. Pretty Guardian Sailor Moon Sailor Stars Music Collection Vol.2) foi lançado em 17 de março de 2010 como um HQCD.
| N.º | Título | Duração |  |
| 1.  | "Mamoru tono wakare, soshite......" (衛との別れ、そして……; Then, Parting with Mamoru......)                    | 4:07    |  |
| 2.  | "Bokutachi no Uta wo Kite" (ボクたちの歌をきいて, Listen to Our Song)                                          | 3:50    |  |
| 3.  | "Ano kata ha Dokoni......" (あの方はどこに……, Where is that Person......)                                      | 3:33    |  |
| 4.  | "Hoshino, Taiki, Yozora" (星野、大気、夜天; Star Field, Atmosphere, Night Sky)                                 | 3:50    |  |
| 5.  | "Guitar Solo Collection" (ギターソロ・コレクション)                                                            | 3:47    |  |
| 6.  | "Gakuen no Idol" (学園のアイドル, Shool Idol)                                                                  | 1:09    |  |
| 7.  | "Minako no Yabou" (美奈子の野望■, Minako's Ambition)                                                           | 1:59    |  |
| 8.  | "Ginga Terebide no Sakuryaku" (銀河テレビでの策略, Strategy in the TV Galaxy)                                  | 2:18    |  |
| 9.  | "Starseed o Itadakuwa" (スターシードをいただくわ, I'll take the Star Seed)                                     | 2:23    |  |
| 10. | "Osoi kuru Phage" (襲い来るファージ , Phage comes attacking)                                                   | 2:57    |  |
| 11. | "Star Power Make-Up!" (スターパワーメイクアップ！)                                                             | 1:55    |  |
| 12. | "Karei naru Eternal Sailor Moon" (華麗なるエターナルセーラームーン, Maginificent Eternal Sailor Moon)          | 2:52    |  |
| 13. | "Kyukyoku no Aku" (究極の悪, Ultimate Evil)                                                                    | 1:12    |  |
| 14. | "Ketsui" (決意, Determination)                                                                                 | 1:16    |  |
| 15. | "Kyukyoku no Ai" (究極の愛, Ultimate Love)                                                                     | 2:22    |  |
| 16. | "Heiwa" (平和, Peace)                                                                                          | 2:02    |  |
| 17. | "Kyokara Mata Hutsu no Koukousei" (今日からまたフツーの高校生, After Today, Normal High School Students Again) | 1:14    |  |

### Pretty Guardian Sailor Moon: The 20th Anniversary Memorial Tribute
Pretty Guardian Sailor Moon: The 20th Anniversary Memorial Tribute (美少女戦士セーラームーン THE 20TH ANNIVERSARY MEMORIAL TRIBUTE, lit. Pretty Guardian Sailor Moon: The 20th Anniversary Memorial Tribute) foi lançado em 17 de março de 2010 como um HQCD.
| N.º | Título                                                                                      | Duração |  |
| 1.  | "Mamoru tono wakare, soshite......" (衛との別れ、そして……; Then, Parting with Mamoru......) | 4:07    |  |
| 2.  | "Bokutachi no Uta wo Kite" (ボクたちの歌をきいて, Listen to Our Song)                       | 3:50    |  |
| 3.  | "Ano kata ha Dokoni......" (あの方はどこに……, Where is that Person......)                   | 3:33    |  |
| 4.  | "Hoshino, Taiki, Yozora" (星野、大気、夜天; Star Field, Atmosphere, Night Sky)              | 3:50    |  |
| 5.  | "Guitar Solo Collection" (ギターソロ・コレクション)                                         | 3:47    |  |
| 6.  | "Gakuen no Idol" (学園のアイドル, Shool Idol)                                               | 1:09    |  |
| 7.  | "Minako no Yabou" (美奈子の野望■, Minako's Ambition)                                        | 1:59    |  |
| 8.  | "Ginga Terebide no Sakuryaku" (銀河テレビでの策略, Strategy in the TV Galaxy)               | 2:18    |  |
| 9.  | "Starseed o Itadakuwa" (スターシードをいただくわ, I'll take the Star Seed)                  | 2:23    |  |
| 10. | "Osoi kuru Phage" (襲い来るファージ , Phage comes attacking)                                | 2:57    |  |

Faixa bônus
| N.º | Título | Duração |  |
| 11. | "Star Power Make-Up! -kourasu nashi-" (スターパワーメイクアップ音楽～コーラスなし～, Star Power Make-Up! -without chorus-) | 1:55    |  |